# فقدان الذاكرة في مرحلة الطفولة
فقدان الذاكرة في مرحلة الطفولة، أو فقد ذاكرة الطفولة، هو عجز البالغين عن استرجاع الذكريات العرضية (ذكريات المواقف أو الأحداث) قبل سن سنتين إلى أربع سنوات، وكذلك الفترة التي تسبق سن العاشرة التي يحتفظ فيها البالغون بذكريات أقل مما كان متوقعا في ظل مرور الوقت.كما يعتقد البعض أن تطور القدرة المعرفية له تأثير على ترميز وتخزين الذكريات المبكرة.
أظهرت بعض الأبحاث أن الأطفال يمكنهم تذكر أحداث من سن عام واحد، لكن هذه الذكريات قد تتراجع مع تقدم الأطفال في السن. يختلف معظم علماء النفس في تحديد تعويض فقدان ذاكرة الطفولة. يعرّفها البعض على أنها العمر الذي يمكن من خلاله استعادة الذاكرة الأولى. عادة ما يكون هذا في سن الثالثة أو الرابعة، ولكن يمكن أن يتراوح من سنتين إلى ثماني سنوات.
إن التغيرات في ترميز الذكريات وتخزينها واستعادتها أثناء الطفولة المبكرة كلها مهمة عند النظر في فقدان الذاكرة لدى الأطفال.

## التاريخ
تم الإبلاغ عن فقدان ذاكرة الطفولة رسميًا لأول مرة بواسطة عالمة النفس كارولين مايلز في مقالها «دراسة علم النفس الفردي»، في عام 1895 من قبل المجلة الأمريكية لعلم النفس. بعد خمس سنوات، نشر هنري وهنري دراسة استقصائية أظهرت أن معظم الذكريات المبكرة لمعظم المستجيبين حدثت من سن الثانية إلى الرابعة. في عام 1904، لاحظ جي ستانلي هول هذه الظاهرة في كتابه، المراهقة: علم النفس وعلاقتها بعلم وظائف الأعضاء والأنثروبولوجيا وعلم الاجتماع والجنس والجريمة والدين والتعليم. في عام 1910، قدم سيغموند فرويد أحد الأوصاف والتفسيرات الأكثر شهرة وإثارة للجدل لفقدان ذاكرة الطفولة. باستخدام نظرية التحليل النفسي، افترض أن أحداث النشأة قد تم قمعها بسبب طبيعتها الجنسية بشكل غير لائق. وأكد أن فقدان الذاكرة في مرحلة الطفولة كان مقدمة لـ «فقدان الذاكرة الهستيري» أو قمع الذكريات الذي قدمه مرضاه البالغون. طلب فرويد من مرضاه أن يتذكروا ذكرياتهم المبكرة ووجدوا أنهم واجهوا صعوبة في تذكر الأحداث قبل سن السادسة إلى الثامنة. صاغ فرويد مصطلح «فقدان ذاكرة الطفولة» وناقش هذه الظاهرة في مقالاته الثلاثة حول نظرية الجنسانية . في عام 1972، نشر كامبل وسبير مراجعة أساسية حول فقدان ذاكرة الطفولة في العلوم النفسية تلخص البحث الذي تم إجراؤه لفهم هذا الموضوع من منظور عصبي وسلوكي في كل من النماذج البشرية والحيوانية.

## طرق الاسترجاع
يمكن أن تؤثر طريقة استرجاع الذاكرة على ما يمكن استرجاعه. على وجه التحديد، سواء طُلب من الفرد تذكر حدث معين، أو إعطاء إرشادات عامة أكثر، أو طُلب منه تذكر أي ذاكرة ممكنة، فإن طريقة التلميح تولد نتائج مختلفة.

### التلميح والإرشاد
تستخدم العديد من الدراسات التلميح لاستعادة الذكريات. في شكله الأساسي، يعطي المجرب للمشارك كلمة، ويستجيب المشارك بالذاكرة الأولى التي يفكر فيها المرتبطة بهذه الكلمة. قدرت هذه الطريقة عمومًا عمر الإزاحة بحوالي ثلاثة إلى خمسة ولكن يمكن أن تختلف. ومع ذلك، هناك عدة اعتراضات على طريقة جديلة. يتم تسجيل ذاكرة واحدة لكل كلمة جديلة، لذلك قد يكون من الصعب معرفة ما إذا كانت هذه الذاكرة هي أقدم ذكرياتهم أو أول ذاكرة برزت في الذهن. قد تكون مشكلة إذا لم يُطلب من المشاركين تسجيل أقرب ذاكرة يمكنهم تذكرها والتي تتعلق بالإشارة. إذا طلب المجرب من المشارك استخدام ذكريات الطفولة على وجه التحديد أو الذكريات المبكرة المرتبطة بإشارة ما، فيمكن أن يتراوح تقدير العمر من سنتين إلى ثماني سنوات. حتى مع هذا الإجراء، فإن الاستدعاء الملحوظ مفيد فقط لاستحضار الذكريات التي تشكلت بعد عدة أشهر من إدخال تلك الكلمة في مفردات المشارك. استخدمت إحدى الدراسات التي أجراها Bauer وLarkina سنة 2013 هي التلميح والإرشاد عن طريق مطالبة الأطفال والبالغين بذكر ذاكرة شخصية تتعلق بالكلمة المذكورة ثم تحديد أقرب وقت حدث فيها. وجد الباحثون أن الأطفال الأصغر سنًا يحتاجون إلى المزيد من الحوافز أو الإشارات. ومع ذلك، بالنسبة لكل من الأطفال والبالغين، كان أول استرجاع للذاكرة يبلغ من العمر حوالي ثلاث سنوات.

### الإسترجاع الحر
يشير الاسترجاع الحر إلى النموذج المحدد في الدراسة النفسية للذاكرة حيث يدرس المشاركون قائمة من العناصر في تجربة معينة ثم يُطلب منهم تذكر العناصر بأي ترتيب. الاستدعاء الحر، فيما يتعلق بفقدان ذاكرة الطفولة، هو العملية التي يطلب من خلالها المجربون من الأفراد ذكرياتهم المبكرة، ويسمحون للمشاركين بالاستجابة بحرية. لا يوجد فرق كبير عندما يُطلب من الناس أن يتذكروا ذكرياتهم الأولى مع التذكير الملحوظ مقارنة بالتذكر الحر ومع ذلك، يُعتقد أن الميزة الرئيسية للتذكير الحر هي أنه يتم الإجابة على كل سؤال مما قد يؤدي بدوره إلى استحضار ذكريات من عصر مبكر.

### استدعاء شامل
في طريقة الاسترجاع الشاملة، يُطلب من المشاركين تسجيل جميع الذكريات التي يمكنهم الوصول إليها قبل سن معين. تعتمد هذه الطريقة، مثل الاسترجاع الحر، على المشاركين لتكوين ذكريات بدون إشارات. ينتج عن الاستدعاء الشامل فهماً أفضل من غيره لعدد الذكريات التي بقيت على قيد الحياة منذ الطفولة المبكرة، ولكن يمكن أن يكون أمرًا صعبًا بالنسبة للأشخاص الذين يضطرون غالبًا إلى قضاء ساعات طويلة في محاولة تذكر الأحداث من طفولتهم. لم يتم العثور على اختلافات كبيرة بين استدعاء الكلمات، والمقابلة، والاستدعاء المركّز والشامل.

## ذكريات يسهل الوصول إليها والتي يصعب الوصول إليها
يعتمد مقدار ذكريات الطفولة المبكرة التي يمكن للشخص أن يتذكرها على العديد من العوامل، بما في ذلك المشاعر المرتبطة بالحدث، وعمرهم في وقت الحدث الذي يتم تذكره والعمر في الوقت الذي يُطلب منهم فيه استعادة ذاكرة مبكرة. على الرغم من أن الناس يفترضون أن عدم تذكر ذكريات الطفولة يعني أنهم نسوا الحدث، إلا أن هناك فرقًا بين التوافر وإمكانية الوصول. توفر الذاكرة هو فكرة أن الذاكرة سليمة وأنها مخزنة في الذاكرة. تتحدد إمكانية الوصول إلى الذاكرة باللحظة الزمنية التي يحاول فيها الشخص استرجاع تلك الذكرى. لذلك، قد تؤثر الإشارات على الذكريات التي يمكن الوصول إليها في أي وقت معين على الرغم من أنه قد يكون هناك العديد من الذكريات المتاحة التي لا يمكن الوصول إليها. تشير بعض الأبحاث الأخرى إلى أن الذكريات المبكرة للأشخاص تعود إلى سن 3 أو 4 سنوات. أفاد أوشر ونيسر أن بعض الأحداث، مثل ولادة الأخ والأولاد في المستشفى المخطط لها، يمكن تذكرها بسهولة إذا حدثت في سن الثانية. ومع ذلك، فإن أجزاء وأجزاء هذه الذكريات التي تم الحصول عليها في بحثهم قد لا تكون مؤشراً على ذاكرة عرضية حقيقية. الفرضية البديلة هي أن هذه الذكريات الظاهرة هي نتيجة تخمينات متعلمة، أو معرفة عامة بما يجب أن يكون، أو معلومات خارجية تم الحصول عليها بعد سن الثانية.
ووفقاً لدراسة أجراها ويست وبور، فإن أبحاثهما تشير إلى أن الذكريات السابقة تحتوي على محتوى أقل عاطفية من الذكريات اللاحقة، وهي أقل اهمية على المستوى الشخصي، وفريدة، وأنفعالية. لا يبدو أن الذكريات السابقة تختلف اختلافًا كبيرًا في المنظور. ومع ذلك، تؤدي أحداث معينة في الحياة إلى ذكريات أكثر وضوحًا وأقدم. يجد البالغون أنه من الأسهل تذكر ذكريات الأحداث الشخصية، وليس العامة، من الطفولة المبكرة. هذا يعني أن الشخص سيتذكر اقتناء كلب، ولكن لن يتذكر مظهر مذنب هالي. ناقش علماء النفس عمر الذكريات المبكرة للبالغين. حتى الآن، تراوحت التقديرات من 2 إلى 6-8 سنوات من العمر. تظهر بعض الأبحاث أن تعويض فقدان الذاكرة في مرحلة الطفولة (سن مبكرة للتذكير) هو سنتان من العمر للاستشفاء لتذكر ولادة الأشقاء و 3 سنوات لتذكر الوفاة أو تغيير في المنزل. وبالتالي، تتوفر بعض الذكريات من الطفولة المبكرة أكثر مما اقترحته الأبحاث السابقة.
تشير بعض الأبحاث إلى أنه حتى سن الرابعة تقريبًا، لا يمكن للأطفال تكوين ذكريات غنية بالسياق. على الرغم من الحاجة إلى مزيد من الأدلة، فإن النقص النسبي في الذكريات العرضية للطفولة المبكرة قد يكون مرتبطًا بنضج قشرة الفص الجبهي. كما تشير أيضًا إلى أنه يمكن للبالغين الوصول إلى ذكريات مجزأة (لحظات منعزلة بدون سياق، وغالبًا ما يتم تذكرها على أنها صور أو سلوكيات أو عواطف) من حوالي سن 3 سنوات، في حين يتم عادةً استدعاء ذكريات الأحداث بعد ذلك بقليل. يشبه هذا البحث الذي يظهر الفرق بين الذكريات الشخصية والأحداث المعروفة. تتغير الذكريات المعروفة إلى ذكريات شخصية أكثر عند عمر 4.7 عامًا تقريبًا.

## ذكريات تتلاشى
يمكن للأطفال تكوين ذكريات في سن أصغر مما يتذكره الكبار. بينما تسمح كفاءة عمليات التشفير والتخزين للأطفال الأكبر سنًا بتذكر المزيد،  الأطفال الصغار أيضًا بسعة ذاكرة كبيرة. يمكن للرضع أن يتذكروا أفعال التسلسلات، والأشياء المستخدمة لإنتاجها، والترتيب الذي تتكشف به الإجراءات، مما يشير إلى أنهم يمتلكون السلائف اللازمة لذاكرة السيرة الذاتية. يتذكر الأطفال بنسبة 50٪ دقيقة للأحداث التي حدثت قبل سن الثانية  بينما لا يتذكر البالغون أي شيء تقريبًا قبل هذا العمر. بحلول سن الثانية، يمكن للأطفال استعادة الذكريات بعد عدة أسابيع، مما يشير إلى أن هذه الذكريات يمكن أن تصبح دائمة نسبيًا ويمكن أن تفسر سبب امتلاك بعض الأشخاص لذكريات من هذا الشاب. يُظهر الأطفال أيضًا قدرة على تذكر الأحداث التي حدثت قبل أن يحصلوا على المفردات لوصفها بطريقة غير لفظية، بينما لا يفعل الكبار ذلك. مثل هذه النتائج دفعت إلى إجراء بحث حول متى ولماذا يفقد الناس هذه الذكريات التي يمكن الوصول إليها سابقًا.
يقترح البعض أنه مع تقدم الأطفال في السن، فإنهم يفقدون القدرة على تذكر الذكريات السابقة للفظ. يؤكد أحد التفسيرات لذلك أنه بعد تطوير المهارات اللغوية، تضيع الذكريات التي لم يتم ترميزها لفظيًا داخل العقل. تشرح هذه النظرية أيضًا سبب تجزئة الذكريات المبكرة للعديد من الأفراد - فقد فقدت المكونات غير اللفظية. ومع ذلك، تشير النتائج المعاكسة إلى أن الأطفال في سن الابتدائية يتذكرون قدرًا أكبر من التفاصيل الدقيقة حول الأحداث مما أبلغوا عنه في سن أصغر  وأن الأطفال الذين تتراوح أعمارهم بين 6 و 9 سنوات يميلون إلى امتلاك ذكريات شفهية من الطفولة المبكرة جدًا. ومع ذلك، يبدو أن البحث عن النماذج الحيوانية يشير إلى أن فقدان الذاكرة في مرحلة الطفولة لا يرجع فقط إلى تطور اللغة أو أي هيئة تدريس بشرية أخرى.
هذه القدرة المتزايدة للأطفال على تذكر سنواتهم الأولى لا تبدأ في التلاشي حتى يصل الأطفال إلى رقمين. في سن الحادية عشرة، يُظهر الأطفال مستويات فقدان ذاكرة الطفولة لدى الشباب. قد تشير هذه النتائج إلى أن هناك بعض جوانب دماغ المراهق، أو العمليات العصبية الحيوية للمراهقة، التي تحفز الإصابة بفقدان الذاكرة في مرحلة الطفولة.

## نماذج حيوانية
لا تقتصر ظاهرة فقدان الذاكرة عند الأطفال على البشر. تم بحث هذا في البداية في نماذج الفئران ووجد أن الفئران الأصغر سنًا تنسى استجابة تجنب مشروطة لحجرة مقترنة بالصدمات أسرع من الفئران الأكبر سنًا. تم تكرار هذه النتائج أيضًا في عدد من الأنواع المختلفة بنماذج تعليمية مختلفة. لا ينبغي التقليل من أهمية أبحاث النموذج الحيواني لأن هذه الدراسات قد أبلغت النتائج البيولوجية العصبية حول فقدان ذاكرة الطفولة وسيكون من المستحيل إجراؤها أخلاقياً على البشر.
نظرًا لأن فقدان الذاكرة عند الأطفال قد لوحظ في الحيوانات، لا يمكن تفسير حدوثه فقط من خلال الإدراك الخاص بالبشر مثل اللغة أو فهم الذات . بالطبع، يتمثل النقد الرئيسي للنماذج الحيوانية في أن التطور والإدراك لدى الحيوانات والبشر مختلفان تمامًا. حاول الباحثون معالجة هذا من خلال إنشاء جداول زمنية لتنمية الحيوانات بناءً على التغييرات في قدرات التعلم والذاكرة، ونمو الدماغ، والهرمونات.

## الفروقات الفردية
تؤثر العديد من العوامل على الذاكرة لدى البشر، بما في ذلك الجنس والثقافة. يمكن أن تخبرنا الاختلافات في الذاكرة المبكرة بين هذه المجموعات عن الأسباب والآثار المحتملة لفقدان الذاكرة في مرحلة الطفولة. الأهم من ذلك، أن الاختلافات الفردية الموضحة أدناه تخبرنا أن أساليب الأبوة والأمومة والتركيز على التاريخ الثقافي عند تعليم الأطفال قد يؤدي إلى تذكر ذكريات الطفولة المبكرة. يشير هذا إلى أن تعويض فقدان الذاكرة في مرحلة الطفولة يمكن تعديله من خلال أساليب التربية والتعليم، وبالتالي فهو ليس محددًا مسبقًا أو بيولوجيًا تمامًا.

### الجنس
بشكل عام، عندما يتم العثور على تناقض بين الجنسين في العمر عند الذكريات الأولى، يكون للإناث ذكريات أقدم من الذكور. يمكن تفسير الذكريات الأولى للمرأة من خلال حقيقة أن الأمهات عمومًا يتمتعن بأسلوب أكثر تفصيلاً وتقييمًا وتذكيرًا بالعاطفة مع البنات منه مع الأبناء،  والذي ثبت أنه ينتج عنه ذكريات طفولة غنية بالتفاصيل. تميل النساء عبر الثقافات إلى امتلاك ذكريات كثيفة المعلومات أكثر من الرجال، وتميل النساء إلى الإشارة إلى الآخرين أكثر من ذكرياتهن المبكرة. من ناحية أخرى، يُظهر الرجال تركيزًا أكبر للذاكرة المبكرة على ذواتهم الفردية. وجد أن الرجال أكثر عرضة من النساء لذكر الذكريات السلبية. على النقيض من ذلك، أظهرت الدراسات أن الفتيات أكثر عرضة لتذكر الأحداث المؤلمة والانتقالية، بينما يتذكر الأولاد غالبًا أحداث اللعب. تم العثور على الذكريات المبكرة أيضًا أكثر دقة في انعكاساتها عن الود للرجال وهيمنة النساء.

### العرق والثقافة والمجتمع
ماكدونالد وآخرون. وجدت أن المشاركين الصينيين كانت لديهم ذكريات لاحقة أولية من المشاركين في نيوزيلندا الأوروبية (Pakeha) أو الماوري. كان هذا التأثير بسبب الإناث الصينيات، اللواتي كان متوسط أعمارهن في الذاكرة الأولى 6.1 سنوات. يشير هذا إلى أن النساء الصينيات لديهن ذكريات متأخرة عن الرجال الصينيين، وهو ما يختلف عن النتيجة العامة التي تفيد بأن النساء يبلغن عن ذكريات أولى أقدم من الرجال. لقد تم اقتراح أنه نظرًا لأن الأبناء يتم تقديرهم كثيرًا مقارنة بالبنات في الصين، فقد يكون لدى الآباء أساليب أكثر تفصيلاً وتقييمًا وتذكرًا عاطفيًا مع الأولاد أكثر من الفتيات. من بين الموضوعات الأمريكية، وجد أن النساء السود لديهن ذكريات متأخرة عن الذكور السود أو الإناث البيض. تميل النساء السود أيضًا إلى الإبلاغ عن نسبة منخفضة من الخبرة الشخصية والتي ترتبط بشكل مستقل بالتقدم في السن في سن الذاكرة الأولى. قد يكون من الأرجح أن الآباء البيض يستخدمون التوجيهات للتذكر بشكل متقن أكثر من الآباء السود مع بناتهم في الثقافة الأمريكية السوداء.
النتائج التي تفيد بأن الأفراد الكوريين لديهم ذكريات أولية متأخرة بشكل ملحوظ عن الأفراد الأمريكيين كان يُعتقد في الأصل أنها ناجمة عن الطبيعة الجماعية للثقافات الآسيوية. يعمل عدم وجود تناقض في العمر بين الذكور الصينيين والأفراد الأوروبيين النيوزيلنديين على التشكيك في هذه النظرية. بالإضافة إلى ذلك، فإن الدراسات التي أجريت على السكان الأمريكيين السود، والتي تعتبر مجتمعا أكثر جماعية، لم تشر إلى الذكريات الأولى اللاحقة من الثقافات غير الجماعية. ومع ذلك، فقد ثبت أن الأطفال من الثقافات الغربية يروون روايات أكثر تفصيلاً وعاطفية من الأطفال من الثقافات الشرقية.
يبلغ البالغون الماوريون عن ذكريات سابقة بشكل ملحوظ عن تلك التي ذكرها أفراد Pakeha أو الصينيون. قد يكون التركيز التقليدي على الماضي في ثقافة الماوري قد أدى إلى فهم مبكر لطبيعة الوقت، واستعادة الذكريات السابقة. كما أن الماوري أكثر عرضة من Pakeha أو الأفراد الصينيين للإشارة إلى قصة عائلية كمصدر لذاكرتهم.

## آثار

### الشخصية
تعكس الذكريات الأولى للأفراد سمات شخصيتهم بشكل كبير. الأشخاص الذين يكشفون عن ذاكرة أكثر تفصيلاً هم أكثر عرضة للانفتاح في حياتهم اليومية والكشف عن مجموعة من المعلومات الشخصية للآخرين  تعكس خصائص الذكريات المبكرة الود للذكور وهيمنة الإناث.

### ذكريات منسية
حتى عندما لا يتم تذكر أحداث الطفولة بشكل عرضي، يمكن تذكرها ضمنيًا. يمكن تهيئة البشر وتدريبهم ضمنيًا في وقت مبكر قبل أن يتمكنوا من تذكر الحقائق أو أحداث السيرة الذاتية. هذا هو الأكثر أهمية من حيث الصدمة العاطفية. يمكن للبالغين بشكل عام أن يتذكروا الأحداث من سن 3 إلى 4 سنوات،  ولديهم في الأساس ذكريات تجريبية تبدأ من حوالي 4.7 سنة. ومع ذلك، يقترح البعض أن البالغين الذين يعانون من طفولة مبكرة مؤلمة ومسيئة يبلغون عن تعويض فقدان الذاكرة في مرحلة الطفولة حوالي 5-7 سنوات. لقد تم اقتراح أن هذا يرجع إلى أن التجارب المجهدة يمكن أن تؤذي مراكز الذاكرة وربما تجعل تكوين الذكريات أكثر صعوبة. يقترن هذا بحقيقة أن التمهيدي يمكن أن يحدث في سن أصغر قد يشير إلى أن الأطفال في المواقف المسيئة لديهم روابط ذاكرة ضمنية تم تشكيلها ردًا على الإساءة. ما إذا كانت هذه الذكريات "المكبوتة" يمكن أن تؤثر على الأفراد أم لا هي مسألة جدل كبير في علم النفس.

### ذكريات كاذبة
قلة قليلة من البالغين لديهم ذكريات ما قبل 2.5 سنة. أولئك الذين يبلغون عن ذكريات ما قبل هذا العمر عادة لا يستطيعون التمييز بين الذاكرة الشخصية للحدث والمعرفة البسيطة به، والتي قد تكون قد أتت من مصادر أخرى. من السهل نسبيًا تذكر الأحداث التي حدثت بعد سن العاشرة بشكل صحيح، في حين أن الذكريات من سن الثانية غالبًا ما يتم الخلط بينها وبين الصور والذكريات الزائفة. الذكريات من الطفولة المبكرة (حول سن الثانية) عرضة للاقتراحات الخاطئة، مما يجعلها أقل جدارة بالثقة. يجب التعامل مع هذه بحذر، خاصة إذا كانت لها عواقب وخيمة. يمكن أن يشجع تخيل تفاصيل حدث خاطئ على توليد ذكريات خاطئة. أظهرت الدراسات أن الأشخاص الذين يتخيلون مجرد حدث في الطفولة هم أكثر عرضة للاعتقاد بحدوث ذلك لهم مقارنة بأحداث لم يتخيلوها. تم صياغة هذا المصطلح تضخم الخيال ويظهر أن مجرد تخيل حدث يمكن أن يجعل الأمر يبدو أكثر معقولية أنه حدث بالفعل. باستخدام نفس النموذج، يمكن للأشخاص الذين تظهر لهم صورة مزيفة لأنفسهم كطفل في حدث لم يحدث أبدًا إنشاء ذكريات خاطئة عن الحدث من خلال تخيل الحدث بمرور الوقت. لذلك، يشير هذا إلى أنه سيكون من الممكن إنشاء ذكريات كاذبة. دفع هذا القلق جمعية علم النفس الأمريكية (APA) إلى النصح بالحذر في قبول ذكريات الأحداث المسيئة جسديًا وجنسًا قبل سن الثانية. ومع ذلك، يوصون أيضًا بعدم استبعاد هذه الذكريات تمامًا، بسبب الطبيعة الشائنة للجرائم.

## التفسيرات المقترحة

### نظرية الصدمة لفرويد
يشتهر سيغموند فرويد بنظرياته عن التطور النفسي الجنسي التي تشير إلى أن سمات شخصية الناس تنبع من الرغبة الجنسية (الشهية الجنسية) التي تتطور من تجارب الطفولة المبكرة. تفترض نظرية الصدمة لفرويد، المسماة في الأصل «نظرية الإغواء»، أن فقدان ذاكرة الطفولة كان نتيجة لمحاولة العقل لقمع ذكريات الأحداث الصادمة (أي الاعتداء الجنسي من قبل مقدمي الرعاية) التي حدثت في التطور النفسي الجنسي لكل طفل. من المفترض أن يؤدي هذا إلى قمع غالبية الذكريات من السنوات الأولى من الحياة عندما كان من المفترض أن يكون الأطفال مهووسين باستكشاف حياتهم الجنسية. والجدير بالذكر أن فرويد نفسه تخلى عن هذه النظرية في أواخر القرن التاسع عشر. تعرضت نظرية فرويد، بما في ذلك تفسيره لفقدان ذاكرة الطفولة ، لانتقادات بسبب الاستخدام المكثف للأدلة القصصية بدلاً من البحث العلمي، وملاحظاته التي تسمح بتفسيرات متعددة.
في حين تم فضح نظرية فرويد النفسية الجنسية على نطاق واسع ، هناك بعض الأفكار التي يجب إجراؤها حول تأثير الإساءة العاطفية في مرحلة الطفولة على الذاكرة. يُظهر فحص تأثيرات الصدمة العاطفية وفقدان ذاكرة الطفولة أن التجارب المجهدة في الواقع تعطل الذاكرة ويمكن أن تلحق الضرر بأجزاء مركزية من نظام الذاكرة مثل الحُصين واللوزة. الكبار الذين تعرضوا لسوء المعاملة أو الصدمات في الطفولة يشكلون ذكرياتهم المبكرة بعد حوالي 2-3 سنوات من عامة السكان. بالإضافة إلى ذلك ، فقد أظهروا مشاكل كبيرة في تخزين واسترجاع الذاكرة المرئية والمصورة والوجهية مقارنة بالأفراد غير المصابين بصدمات نفسية. هذا يعني أن الصدمة يمكن أن تعطل تكوين ذكريات الطفولة المبكرة ، ولكنها لا تقدم بالضرورة دليلاً على نظرية القمع لفرويد.

### المشاعر
اللوزة (التي تهتم بشكل أساسي بالعواطف والمحتوى العاطفي للذكريات) والحصين (الذي يتعلق في المقام الأول بذكريات السيرة الذاتية) هما مستقلان بشكل عام ، ولكن من المعروف أن العواطف واللوزة تلعب دورًا في ترميز الذاكرة ، والذي يرتبط عادةً بـ قرن آمون. لقد وجدت الأبحاث أن الذكريات اللاحقة في الطفولة لها محتوى إقتراحي وعاطفي أكثر من الذكريات السابقة ويتم تصنيفها على أنها أكثر وضوحًا وحيوية. تم اقتراح أن الاختلافات في المشاعر التي يعاني منها الرضع والبالغون قد تكون سببًا لفقدان ذاكرة الأطفال. ما إذا كانت الأحداث العاطفية للغاية يمكن أن تحفز وتحسن الاسترجاع الموثوق (ذكريات الفلاش) لا يزال محل نقاش كبير.
اكتشفت بعض الدراسات أن التجارب العاطفية مرتبطة بأوقات استرجاع أسرع ، مما يؤدي إلى الاعتقاد بأن الأحداث العاطفية زادت من إمكانية الوصول إلى ذاكرتنا. إذا كان حدث ما مفاجئًا بشكل خاص ، فإنه يتلقى معالجة ذات أولوية في الدماغ ، على الأرجح لأسباب تطورية. ينص علم النفس التطوري على أنه إذا كان حدث سابق مخيفًا أو مزعجًا بشكل خاص ، فإن المرء قادر على تجنب موقف مماثل في المستقبل ، خاصةً إذا كان يعرض رفاهية المرء للخطر. بالإضافة إلى ذلك ، كلما كان الحدث أكثر أهمية ، كان له تأثير أكبر وزاد عدد مرات التدريب عليه.
أظهرت النتائج المختلفة أن أحداثًا مثل الاستشفاء وولادة الأخ ترتبط بالتعادل المبكر لفقدان الذاكرة في مرحلة الطفولة ، والذي قد يكون بسبب أنها كانت لا تُنسى عاطفياً. ومع ذلك ، فإن الذكريات العاطفية الأخرى على ما يبدو مثل وفاة أحد أفراد الأسرة أو الاضطرار إلى التحرك لا تؤثر على الإزاحة ، ربما لأن الأحداث لم تكن ذات مغزى للطفل. لذلك ، تتوفر بعض الذكريات من الطفولة المبكرة أكثر من غيرها ، مما أدى إلى استنتاج مفاده أن الأحداث العاطفية للغاية يمكن ترميزها واسترجاعها في وقت أبكر من الأحداث غير العاطفية.

### العصبية
أحد التفسيرات المحتملة لفقدان الذاكرة في مرحلة الطفولة هو نقص النمو العصبي لدماغ الرضيع ، مما يمنع تكوين ذكريات طويلة الأمد أو ذكريات عن سيرته الذاتية. لا يتطور الحُصين وقشرة الفص الجبهي، وهما هيكلان رئيسيان في التشريح العصبي للذاكرة ، إلى هياكل ناضجة حتى سن الثالثة أو الرابعة تقريبًا. من المعروف أن هذه الهياكل مرتبطة بتكوين ذكريات السيرة الذاتية.
يبدو أن النهج الفسيولوجي يدعم نتائج فقدان الذاكرة فيما يتعلق بفقدان الذاكرة وغيرهم ممن تعرضوا لأضرار في الحُصين. لا يمكنهم تخزين أو استدعاء الذكريات بكفاءة من الأحداث الماضية ، ولكن لا يزالون يظهرون المهارات الإدراكية والمعرفية ولا يزال بإمكانهم تعلم معلومات جديدة. وُجد أن تطور الفص الصدغي الإنسي (MTL)، الذي يحتوي على الحُصين ، له تأثير محدد على القدرة على ترميز الذكريات والحفاظ عليها منذ الطفولة المبكرة.
في حين أن التفسير العصبي يفسر الفراغات في ذكريات الأطفال الصغار جدًا ، إلا أنه لا يقدم تفسيرًا كاملاً لفقدان ذاكرة الطفولة لأنه يفشل في حساب السنوات التي تلي سن الرابعة. كما أنه يفشل في معالجة مشكلة عدم إصابة الأطفال أنفسهم بفقدان ذاكرة الطفولة. وُجد أن الأطفال الذين تتراوح أعمارهم بين سنتين وثلاث سنوات يتذكرون أشياء حدثت عندما كانوا في عمر سنة إلى سنتين فقط. يشير هذا الاكتشاف القائل بأن الأطفال في سن الثالثة يمكنهم استعادة الذكريات من وقت مبكر من حياتهم إلى أن جميع الهياكل العصبية الضرورية موجودة لتذكر المعلومات العرضية على المدى القصير ، ولكن من الواضح أنها لن تستمر على المدى الطويل حتى مرحلة البلوغ. إن الاكتشاف القائل بأن جميع الأنواع التي تعيش في حالة نسيان عميق للمعلومات المتشكلة أثناء الطفولة تشير إلى أن التفسيرات التي تتمحور حول الإنسان لفقدان الذاكرة عند الأطفال غير كاملة بطبيعتها. سيتطلب الفهم الشامل لفقدان الذاكرة عند الأطفال تفسيرًا عصبيًا بيولوجيًا لسبب نسيان الأطفال.
ومع ذلك ، هناك أسباب للاعتقاد بأن الارتباطات المختلفة داخل نصف الكرة المخية لها تأثير على تذكر الأحداث من فترة مبكرة جدًا من حياة الشخص. مختلط الطغيان والثنائية حركات العين رمشي وقد ارتبطت (على العكس من حركات العين العمودية أو السعي) مع إزاحة وقت سابق من فقدان الذاكرة الطفولة، مما يؤدي إلى استنتاج مفاده أن التفاعلات بين نصفي الكرة الأرضية ترتبط مع زيادة الذاكرة للأحداث في مرحلة الطفولة المبكرة.
وجد البحث في الركائز العصبية لفقدان الذاكرة عند الأطفال باستخدام نماذج حيوانية أن الناقل العصبي الرئيسي المثبط لحمض جاما الأميني الزبداني (GABA) قد يكون متورطًا في تنظيم استرجاع الذكريات الطفولية عند البالغين. من المعروف أن نشاط GABA يكون أعلى في نمو الطفولة المبكرة منه في مرحلة البلوغ ، ليس فقط في الحيوانات ولكن أيضًا عند البشر. افترض الباحثون أن زيادة نشاط GABA في التنمية له تأثير على استرجاع الذاكرة في وقت لاحق من الحياة. أظهرت الدراسات السابقة أن GABA يساعد في نسيان ذكريات الخوف في الطفولة وأنه قد يكون آلية عامة لتنظيم استرجاع ذاكرة الرضيع. يمكن رؤية هذا أيضًا عند البشر. البنزوديازيبينات هي فئة من الأدوية النفسية التي تزيد من تعبير GABA ومن المعروف أنها تسبب فقدان الذاكرة المتقدم ، أو الفشل في تشفير الذكريات بعد تناول الدواء  تم العثور على الأشخاص الذين يتناولون البنزوديازيبينات على أداء أسوأ في مهام التعلم والذاكرة مقارنة بالمواد الساذجة.
في السابق ، كان من المفترض أن تكون الخلايا العصبية ، أو الإنتاج المستمر للخلايا العصبية ، تنتهي بعد التطور. ومع ذلك ، فقد أظهرت النتائج الحديثة أن هناك مستويات عالية من تكوين الخلايا العصبية في الحُصين في مرحلة الطفولة المبكرة والتي تتناقص تدريجياً إلى مرحلة البلوغ ، على الرغم من استمرار تكوين الخلايا العصبية ببطء. بما أن الحُصين معروف بكونه حيويًا لعمليات الذاكرة ، فإن هناك آثارًا واضحة لفقدان ذاكرة الطفولة. أظهرت الأبحاث التي أجريت على الحيوانات أن عمر التكوُّن العصبي المرتفع يكون في فترة النمو حيث تقل احتمالية تكوين الذكريات الثابتة. لقد تم اقتراح أن تكون الخلايا العصبية في الحُصين تؤدي إلى تدهور الذاكرة الموجودة. قد يكون هذا بسبب زيادة المنافسة بين الخلايا العصبية الجديدة والحالية ، يليها استبدال نقاط الاشتباك العصبي في دوائر الذاكرة الموجودة مسبقًا. تم دعم هذه النظرية في نماذج الفئران حيث زادت مستويات تكوين الخلايا العصبية أيضًا من النسيان. بالإضافة إلى ذلك ، أدى انخفاض تكوين الخلايا العصبية بعد تكوين ذاكرة جديدة إلى تقليل النسيان. هل يتم محو ذكريات الرضع «المفقودة» بشكل دائم (أي فشل التخزين) أم أنها تصبح غير قابلة للوصول تدريجيًا مع مرور الوقت (أي فشل الاسترجاع)؟ تمشيا مع عجز في استرجاع الذاكرة ، إعادة التنشيط البصري الوراثي للمجموعات العصبية التي شفر ذاكرة محرك الذاكرة استدعاء في مرحلة البلوغ. بالإضافة إلى ذلك ، يتم تدعيم الذكريات عبر ترانسفيرال من الحُصين إلى القشرة. يحدث هذا النقل بشكل مفضل أثناء فترات الاستثارة المرتفعة في الحصين ، أي أثناء التذبذبات الموجية. تمثل تذبذبات التموج زيادة في التواصل بين الحصين والقشرة. لا تحدث هذه الزيادة في النشاط المرتبط بالتجربة حتى سن معينة مما يشير إلى أن هذه قد تكون آلية لفقدان الذاكرة عند الأطفال.

### التنموي
يعتقد البعض أيضًا أن تطور الذات المعرفية له تأثير قوي على ترميز وتخزين الذكريات المبكرة. مع نمو الأطفال الصغار ، يبدأ الشعور النامي بالذات في الظهور عندما يدركون أنهم شخص ذو خصائص فريدة ومحددة ولهم أفكار ومشاعر فردية منفصلة عن الآخرين. عندما يكتسبون إحساسًا بالذات ، يمكنهم البدء في تنظيم تجارب السيرة الذاتية والاحتفاظ بذكريات الأحداث الماضية. يُعرف هذا أيضًا باسم تطوير نظرية العقل التي تشير إلى قبول الطفل بأن لديه معتقدات ومعرفة وأفكار لا يمكن لأي شخص آخر الوصول إليها.
يؤكد التفسير التنموي أن الأطفال الصغار لديهم مفهوم جيد للمعلومات الدلالية لكنهم يفتقرون إلى عمليات الاسترجاع اللازمة لربط الأحداث العرضية الماضية والحالية لخلق سيرة ذاتية ذاتية. لا يبدو أن الأطفال الصغار يتمتعون بإحساس مستمر بذاتهم بمرور الوقت حتى يطوروا وعيهم بأنفسهم كإنسان فردي. تشير بعض الأبحاث إلى أنه يُعتقد أن هذا الوعي يتشكل في سن 4 أو 5 سنوات تقريبًا ، حيث يمكن للأطفال في هذه الفترة الزمنية أن يفهموا أن الأحداث الماضية الأخيرة تؤثر على الحاضر ، بينما لا يزال الأطفال في عمر 3 سنوات غير قادرين على فهم هذا المفهوم.
هذا الارتباط المعترف به للماضي بالحاضر ومفهوم الوقت المستمر وبالتالي الذات المستمرة يساعده أيضًا حديث الذاكرة مع البالغين. من خلال توضيح وتكرار الأحداث التي مروا بها ، يساعد الكبار الأطفال على ترميز الذكريات كجزء من ماضيهم الشخصي وتصبح ضرورية لكيانهم.

### لغة
يُعتقد أن التطور غير المكتمل للغة لدى الأطفال الصغار هو سبب حاسم لفقدان الذاكرة في مرحلة الطفولة لأن الأطفال الرضع لا يمتلكون حتى الآن القدرة اللغوية اللازمة لتشفير ذكريات السيرة الذاتية. يبدو أن الجدول الزمني المعتاد لتطوير اللغة يدعم هذه النظرية. يبدو أن هناك علاقة مباشرة بين تطور اللغة عند الأطفال ، والعمر المبكر الذي يمكننا فيه الحصول على ذكريات الطفولة (حوالي 3-4 سنوات). يُظهر الأداء في مهام الذاكرة اللفظية وغير اللفظية أن الأطفال ذوي القدرات اللغوية الأكثر تقدمًا يمكنهم الإبلاغ بشكل أكبر أثناء المقابلة اللفظية وإظهار ذاكرة غير لفظية فائقة مقارنة بالأطفال ذوي المهارات اللغوية الأقل تقدمًا. إذا كان الأطفال يفتقرون إلى اللغة ، فلن يتمكنوا من وصف الذكريات منذ الطفولة لأنهم لا يمتلكون الكلمات والمعرفة لشرحها. يمكن للبالغين والأطفال غالبًا أن يتذكروا ذكريات من حوالي ثلاث أو أربع سنوات من العمر خلال فترة التطور اللغوي السريع. قبل أن تتطور اللغة ، غالبًا ما يحتفظ الأطفال بذكريات سابقة لفظها وقد يستخدمون الرموز لتمثيلها. لذلك ، بمجرد أن تتطور اللغة ، يمكن للمرء أن يصف ذكرياته بشكل فعال بالكلمات. يختلف السياق الذي يكون فيه المرء عندما يقوم بتشفير أو استرداد الذكريات بالنسبة للبالغين والرضع لأن اللغة غير موجودة خلال الطفولة.
تسمح اللغة للأطفال بتنظيم تجاربهم الشخصية في الماضي والحاضر ومشاركة هذه الذكريات مع الآخرين. هذا التبادل للحوار يجعل الأطفال يدركون ماضيهم الشخصي ويشجعهم على التفكير في أنفسهم الإدراكية وكيف أثرت الأنشطة الماضية عليهم في الوقت الحاضر  أظهرت العديد من الدراسات أن مجرد مناقشة الأحداث مع الأطفال ، بشكل عام ، يمكن أن يؤدي إلى استرجاع ذكريات أكثر سهولة. كانت هناك أيضًا أبحاث تشير إلى الدرجة التي يناقش بها الطفل الأحداث مع البالغين تشكل تذكر السيرة الذاتية. هذا له آثار على الفروق بين الجنسين والثقافية. تبدأ ذاكرة السيرة الذاتية في الظهور عندما ينخرط الآباء في الحديث عن الذاكرة مع أطفالهم ويشجعونهم على التفكير في سبب حدوث حدث معين. يسمح حديث الذاكرة للأطفال بتطوير أنظمة الذاكرة من أجل تصنيف الأحداث العامة مقابل الأحداث الفريدة.
ينص المنظور التنموي الاجتماعي والثقافي على أن اللغة والثقافة تلعبان دورًا في تطوير ذاكرة السيرة الذاتية للطفل. يعتبر جانب مهم من هذه النظرية الفرق بين الآباء الذين يناقشون الذكريات بإسهاب مع أطفالهم بأسلوب تفصيلي ، وأولئك الذين لا يناقشون الذكريات. يبلغ أطفال الآباء الذين يناقشون الذكريات معهم بأسلوب تفصيلي عددًا أكبر من الذكريات مقارنة بالأطفال الذين لا يناقشون ذكرياتهم. يتم وصف الذكريات بمزيد من التفصيل. هذا له آثار على الاختلافات الثقافية.